# 吴绍熙
吴绍熙（1929年—），男，江苏苏州人，中国皮肤病学家，曾任中国医学科学院皮肤病研究所研究员、博士生导师。